# Megacyllene caryae
Megacyllene caryae är en skalbaggsart som först beskrevs av Charles Joseph Gahan 1908.  Megacyllene caryae ingår i släktet Megacyllene och familjen långhorningar. Inga underarter finns listade i Catalogue of Life.